# Soirée canadienne
Pour les articles homonymes, voir Soirée canadienne (homonymie).
Soirée canadienne, parfois appelée par erreur La Soirée canadienne, était une émission de télévision de variétés hebdomadaire diffusée les samedis soir, sur Télé-7 (CHLT – Sherbrooke) et au réseau de Télé-Métropole, dans l'ensemble du Québec. L'émission, animée par Louis Bilodeau a tenu l'affiche pendant 23 saisons, de 1960 à 1983.
Depuis 2006, elle est rediffusée sur la chaîne spécialisée Prise 2.

## Concept
Soirée canadienne a pour objectif de mettre à l'avant-scène le folklore québécois et le mode de vie rural des Québécois. Dans un décor de maison canadienne typique, l'animateur recrée l'univers d'une veillée d'antan, ponctuée par des chansons à répondre, des gigues, des rigodons et des numéros musicaux exécutés par les invités qui viennent tous du même village qui est mis à l'honneur cette semaine-là. L'émission a été conçue à la station de télévision CHLT de Sherbrooke par Pierre Bruneau, Gary Longchamps et Louis Bilodeau. Ce concept était hérité de l'émission Fête au village de la radio de Radio-Canada, réalisée par Roland Lelièvre et Paul Legendre,.
L'originalité de la formule repose sur le fait que l'animateur invite un groupe d'une municipalité différente chaque semaine, d'abord en Estrie, puis à travers le Québec par la suite.
Aux débuts de l'émission, l'animateur partait lui-même de Sherbrooke chercher son auditoire à bord d'un autobus nolisé, puis profitait du retour pour auditionner les spectateurs qui auraient le privilège de chanter à la télévision.
À partir de la deuxième saison, en 1961-1962, un petit film présentait l'historique de la municipalité invitée à l'émission. Ce concept fut retiré lors de la dernière saison en 1982-1983.

## Production
La première émission de Soirée canadienne le 10 septembre 1960 met en vedette la municipalité de Danville, près d'Asbestos,. Lors de sa première saison, l'émission alors réalisée par Gary Longchamps a une durée de 30 minutes. Cette durée passe à 60 minutes à partir de septembre 1961. La diffusion en couleur a commencé en septembre 1966.
D'abord diffusée uniquement par CHLT dans les régions des Cantons de l'Est, de la Beauce et de la Mauricie, Soirée canadienne est graduellement reprise par d'autres chaînes. L'émission est d'abord rediffusée à Québec à CFCM-TV le lundi à partir de juin 1970, puis à Rivière-du-Loup, Rimouski et Chicoutimi. À l'été 1971, Radio-Canada la diffuse le mercredi soir à Montréal et à Ottawa. Par la suite, c'est par le biais de la câblodistribution qu'elle rejoint la région de Montréal. À compter de 1972, l'émission est aussi diffusée par la chaîne WMUR-TV (en) de Manchester au New Hampshire. Soirée canadienne a ainsi été la première émission produite en français au Québec à être vendue et diffusée à l'étranger,.
Soirée canadienne était réputée pour avoir la plus grande cote d'écoute de toutes les émissions produites par CHLT,. En 1969 elle était regardée, sur le territoire couvert par CHLT, par plus d'auditeurs que La Soirée du hockey.
Les émissions sont préparées de la façon suivante. L'animateur Louis Bilodeau se rend successivement dans quelques villages d'une région donnée. Dans chacun de ceux-ci, on lui désigne une personne apte à jouer le rôle de recruteur et organisateur. Cette personne trouve les artistes locaux et les fait répéter. Le jour de l'enregistrement, tout ce monde, incluant généralement le maire, le curé et les doyens, se rend aux studios de CHLT à Sherbrooke où l'émission est enregistrée après un après-midi de répétitions. Il n'est pas difficile de trouver des participants, le prestige de l'émission et la concurrence entre les villages aidant.
En 23 saisons, entre 888 et 985 émissions ont été enregistrées et près de 1 300 localités visitées,. Le folkloriste Jean-Léo Collard (1936-2021) était un des réalisateurs de cette émission de 1967 à 1976,.
La 500e émission, diffusée le 10 mars 1973, consiste en un gala tenu au Palais des sports de Sherbrooke devant 6 500 spectateurs, au cours duquel une compétition couronne les meilleurs violoneux, chanteurs de chansons à répondre, troupes de quadrille et groupes de musiciens traditionnels du Québec. Le jury, présidé par Gilles Vigneault, comprend entre autres Ti-Blanc Richard, Louis Bilodeau et Lévis Bouliane.
Le 20 juin 1977, Louis Bilodeau anime le spécial télévisé Soirée canadienne du Québec à l'Olympia de Paris pour la Société Radio-Canada,. Ce spectacle présente des membres du Festival des Cantons de la région de l'Estrie, ainsi que Ti-Blanc Richard. La présence du chanteur Joe Dassin est aussi remarquée. La diffusion a lieu le 31 décembre 1978. Ce fut la première fois que l'équipe de Soirée canadienne participait à un spécial télévisé sur une autre chaîne que Télé-Métropole.
L'accordéoniste Denis Côté collabore régulièrement aux émissions en 1982 et 1983. Le pianiste Simon Blanchette (décédé en 2016) et le contrebassiste Yvon Guillemette ont contribué aussi aux années 1982 et 1983.

### Disques
Une série de disques vinyle reprenant certains numéros musicaux présentés à l'émission sont produits. Le premier est lancé en 1971 et comprend des numéros tirés des émissions des deux années précédentes. Cinq autres disques sont produits les années suivantes, dont l'un pour célébrer la 500e émission de la série en 1973.

### Retrait de l'antenne
La décision de retirer de l'antenne l'émission ayant eu la plus grande longévité de l'histoire du réseau TVA est prise en avril 1983 par Bernard Fabi, qui était vice-président de Télé-7 Sherbrooke. La décision n'est pas reliée aux critères de cote d'écoute, puisque l'émission rejoignait un auditoire de 150 000 téléspectateurs, mais plutôt de faire autre chose, puisque selon Fabi, CHLT avait fait le tour de la formule. Malgré les protestations du public, dont une pétition de 4 000 noms acheminée à CHLT, la décision de supprimer l'émission est maintenue.
Vingt-cinq ans après la fin de la série, l'ethnologue Serge Gauthier attribue la fin de Soirée canadienne à un autre facteur que le caractère « périmé » de la formule de l'émission. Pour lui, les lendemains du référendum de 1980 sont une « période creuse », où « l'on ne voulait plus voir » le folklore québécois, qui avait été brandi comme un emblème durant la décennie précédente.
La dernière émission est diffusée le 28 mai 1983 dans tout le réseau TVA. Bilodeau a déjà confié à ses proches qu'il aurait aimé pouvoir animer la série jusqu'à son 25e anniversaire,. Plusieurs émissions enregistrées depuis 1975 ont été diffusées par la suite à l'automne, puis le dimanche matin.
Louis Bilodeau est mort d'un cancer le 27 novembre 2006, à l'âge de 81 ans; un mois après le lancement du premier coffret CD-DVD,. Il avait d'ailleurs enregistré quelques segments pour le spécial télévisé et le DVD dans sa résidence de Sherbrooke.

## Rediffusions
Il ne reste plus d'enregistrements des émissions des années 1960, les enregistrements ayant été effacés ou perdus. Il subsiste uniquement des émissions couleur filmées entre 1972 et 1983[réf. nécessaire].
Peu de temps après ses débuts en 2006, le service de télévision par câble spécialisé Prise 2, qui a comme vocation de diffuser des classiques de la télévision et du cinéma, reprend la diffusion régulière des épisodes de Soirée canadienne.
Les rediffusions débutent au printemps 2006, alors que la chaîne du Groupe TVA propose un spécial télévisé pour la fête de Pâques, qui connaît un succès inattendu. À la suite de ce spécial, La chaîne décide de rediffuser les émissions intégrales d'une heure. À l'automne 2006, elles sont rediffusées tous les samedis de 20 h à 21 h et en reprise le lendemain.
Le 31 décembre 2007, le réseau TVA diffuse un spécial du temps des Fêtes de Soirée canadienne. Il s'agit d'un montage des spéciaux de la période des Fêtes de l'émission qui datent des décennies 1970 et 1980. C'est la première fois depuis 1983 que l'émission est rediffusée sur tout le réseau TVA.
Entre le 24 août 2009 et 2015, des nouvelles rediffusions sont présentées tout juste avant le hockey du samedi soir à 19 h comme dans les années 1970 et 1980. Une rediffusion avait lieu le lendemain à la même heure. Entre 2015 et 2019, l'émission est diffusée encore le samedi, mais à 20 h, mais elle a repris son créneau horaire original des samedis à 19 h depuis janvier 2020.

### Coffrets de DVD
Trois coffrets CD-DVD regroupant certains épisodes marquants de la série sont publiés entre 2006 et 2008.
- Le 24 octobre 2006, le folkloriste Jean Collard lance le premier coffret CD-DVD, intitulé Soirée canadienne avec Louis Bilodeau, en collaboration avec Louis Bilodeau. Il s'agit du spécial de Pâques qui est présenté à TVA en 2006, avec des scènes inédites.
- Le 24 octobre 2007, un deuxième coffret CD-DVD intitulé Soirée canadienne : volume 2 est lancé et il se spécialise uniquement pour le temps des Fêtes.
- Le 21 octobre 2008, le coffret Soirée canadienne : volume 3 est lancé.

## Hommages et récompenses

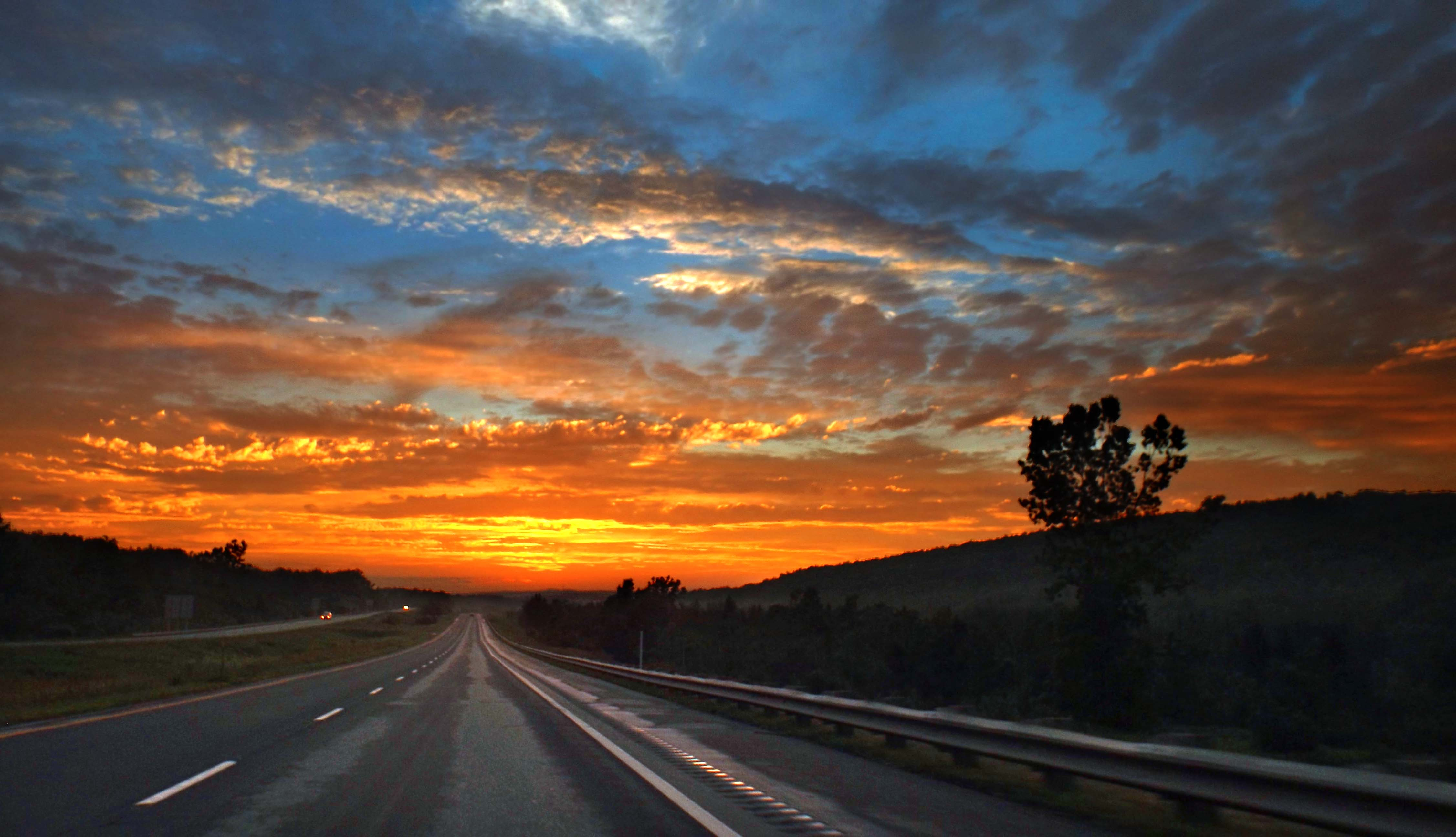
Coucher de soleil sur l'autoroute Louis-Bilodeau.

En mars 1974, Soirée canadienne reçoit le prix de la meilleure émission de télévision au Canada, toutes catégories, ainsi que le prix pour la meilleure émission de divertissement,, lors du premier festival CanPro, une compétition ouverte à toutes les stations de télévision privées du Canada. Les principaux critères de jugement des candidatures étaient la pertinence d'un programme pour son public cible ainsi que son originalité.
L'inauguration d'une murale a lieu en septembre 2006 à Sherbrooke, en présence de Louis Bilodeau, par le collectif MURIRS. L'œuvre mesure 120 pieds et met en scène trente personnalités du monde culturel d'hier et d'aujourd'hui réunies pour le 50e anniversaire de CHLT-TV. Louis Bilodeau est représenté sur cette murale. Il s'agit de l'une de ses rares apparitions publiques car sa santé était très fragile. La murale est située sur la rue Frontenac, devant le Musée de la nature et des sciences.
Le 7 janvier 2008, la ville de Sherbrooke présente son intérêt de renommer l'autoroute 610 par le nom « autoroute Louis-Bilodeau » en l'honneur de l'animateur. Le projet est officialisé le 22 avril 2008 et l'autoroute 610 est désignée « Autoroute Louis-Bilodeau » par la Commission de toponymie du Québec.